# Garudasana

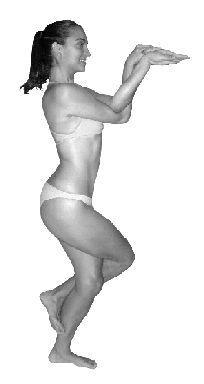
Gárudásana

Gárudásana dêvanágari गारुदासन IAST gārudāsana, é um ásana do Yôga. Gáruda é uma ave mitológica, diz-se ser gigantesca e é citada no Rámáyána, servindo de montaria para Vishnu. Gáruda também é chamado de nágántaka ou bhujángántaka (devoradora de serpentes).

## Execução
Entrelace as pernas, assim como os braços a frente do corpo. Deixe os joelhos semi-flexionados, assim como os cotovelos. O corpo fica ligeiramente inclinado a frente.

MGáruda mitológico